# Бранг-Реа
Бра́нг-Реа́ (індонез. Brang Rea) — один з 8 районів округу Західна Сумбава провінції Західна Південно-Східна Нуса у складі Індонезії. Розташований у східній частині. Адміністративний центр — село Сапугара-Бреє.
Населення — 12918 осіб (2012; 12498 в 2010).

## Адміністративний поділ
До складу району входять 9 сіл:
| Населений пункт      | Населення, осіб (2010) |
| -------------------- | ---------------------- |
| Бангкат-Монтех, село | 1402                   |
| Деса-Беру, село      | 1479                   |
| Ламунтет, село       | 848                    |
| Мотенг, село         | 663                    |
| Рарак-Ронгіс, село   | 661                    |
| Сапугара-Бреє, село  | 2719                   |
| Семінар-Саліт, село  | 1228                   |
| Тепас, село          | 1825                   |
| Тепас-Сепакат, село  | 1673                   |